# Цигуров Денис Геннадійович
Денис Геннадійович Цигуров (рос. Денис Геннадьевич Цыгуров; 26 лютого 1971, Челябінськ, СРСР — 10 січня 2015, Москва, Росія) — радянський/російський хокеїст, захисник. Майстер спорту міжнародного класу. 
Вихованець хокейної школи «Трактор» (Челябінськ). Виступав за: «Трактор» (Челябінськ), «Лада» (Тольятті), «Баффало Сейбрс», «Рочестер Амерікенс» (АХЛ), «Лос-Анджелес Кінгс», «Фінікс Роудраннерс» (ІХЛ), «Слезан» (Опава), «Лонг-Біч Айс-Догс» (ІХЛ), «Кярпят» (Оулу), «Нафтохімік» (Нижньокамськ), ЦСК ВВС (Самара), «Авангард» (Омськ).
В чемпіонатах НХЛ — 51 матч (1+5). В чемпіонатах Чехії — 17 матчів (1+4).
10 січня 2015 року помер у Москві на 44 році життя.
Батько: Геннадій Цигуров.
Досягнення
- Чемпіон МХЛ (1996), срібний призер (1993, 1995).

Тренерська кар'єра
- Помічник головного тренера «Лада» (Тольятті) (2011/12, ВХЛ).